# Cryptanura callosa
Cryptanura callosa är en stekelart som först beskrevs av Taschenberg 1876.  Cryptanura callosa ingår i släktet Cryptanura och familjen brokparasitsteklar. Inga underarter finns listade i Catalogue of Life.